# James Thurber
James Thurber (8. prosince 1894, Columbus - 2. listopadu 1961, New York) byl americký humorista, satirik, spisovatel a kreslíř. Svým humorem navazoval na tradici Marka Twaina. Humor neztratil, ani když po opakovaných operacích úplně oslepl. Je mistrem krátkých humoristických a často sebeironických povídek. Neméně vtipné a pronikavé jsou i jeho postřehy o malichernostech a problémech doby, které popisuje ve svých bajkách. K jeho nejčtenějším dílům patří sbírka povídek Muž ve středním věku na létající hrazdě nebo komická fantasy Třináctery hodiny. Sám své knížky ilustroval vtipnými až groteskními kresbami.

## Život a působení
V sedmi letech při neštěstí ztratil levé oko a i pravé bylo poškozeno, takže postupem let zcela oslepl. V letech 1913-1917 studoval na Ohijské státní univerzitě, ale roku 1918 studia zanechal, protože se svým handicapem je nemohl dokončit. Během studia si ale získal důkladné znalosti literatury a roku 1995 mu univerzita posmrtně udělila čestný doktorát. Pracoval jako úředník ve Washingtonu a na americkém velvyslanectví v Paříži. Přitom psal pro různé časopisy a noviny a od roku 1927 se stal redaktorem týdeníku The New Yorker. Jeho povídky, bajky a anekdoty se významně přičinily o úspěch časopisu. Od roku 1940 už nemohl psát a musel své texty diktovat, s čímž se nikdy nesmířil, až do své smrti však psal a účastnil se kulturního i veřejného života.

## Tvorba
Thurberovy humoresky, bajky a kresby vyjadřují protiklad mezi naivitou jednotlivce a složitostí moderního světa, zejména na tématech jako je sexualita, psychoanalýza nebo problémy komunikace ve věku techniky. Za nepochybně humorným líčením se však téměř vždy skrývají i vážnější až tragické rysy. Thurberovo dílo charakterizují drobné soukromé příběhy, manželství jako nevyhlášená válka v malém nebo každodenní absurdity. Jeho typickým hrdinou je „malý člověk“ Walter Mitty, poněkud plachý a neurotický snílek, jehož identitu ohrožují jak agresivní ženy, tak lidské masy nebo technika, takže se často uchyluje do oblasti fantazie a denního snění.

## Česky vyšlo
- Třináctery hodiny a Bílá laň. Albatros, 1974
- Filozof a ústřice. Praha: Odeon 1979
- Karneval. Praha: Ivo Železný 2000
- Třináctery hodiny a dvě další pohádky. Praha: Paseka 2008
- Zmatený muž na hrazdě : povídky, bajky a rady. Praha: Sfinx 1948